# Oud-Beijerland
Oud-Beijerland (anhörenⓘ) ist ein Ort und eine ehemalige Gemeinde in den Niederlanden, Provinz Südholland. Diese hatte eine Gesamtfläche von etwa 19,6 km². Sie wurde zum 1. Januar 2019 mit den Kommunen Cromstrijen, Korendijk, Binnenmaas sowie Strijen zur neuen Gemeinde Hoeksche Waard zusammengelegt. Am 1. Januar 2024 hatte der Ort Oud-Beijerland 24.860 Einwohner.

## Lage und Wirtschaft
Oud-Beijerland ist offiziell ein Dorf, wirkt aber wie eine Kleinstadt. Der Ort liegt im Norden der Insel Hoeksche Waard, südwestlich von Rotterdam. Die Gemeinde ist über die Autobahn Rotterdam–Bergen op Zoom/Roosendaal erreichbar. Der nächste Bahnhof liegt aber im 15 km entfernten Rotterdam. Von dem Rotterdamer U-Bahnhof Zuidplein (bei der Ahoy-Halle) ist Oud-Beijerland in 15 Minuten per halbstündlich fahrendem Bus erreichbar.
Die Lage an der Oude Maas und Spui ermöglichte eine vielseitige Industrie entlang dieses Flusses; vor allem kleinere Fabriken, Werkstätten und Handelsbetriebe haben sich hier angesiedelt. Das Zentrum des alten Dorfes, auf und unter einem hohen Deich, ist ein wichtiges Einkaufszentrum für die Einwohner des ganzen Hoeksche Waard.

## Geschichte
Oud-Beijerland wurde 1559 gegründet, als Lamoral Graf von Egmont das sumpfige Gebiet, das sein Eigentum war,  einpoldern ließ. Das Dorf wurde nach seiner Ehefrau Sabina von Bayern (niederländisch: Beieren) zunächst Beijerland  genannt. Nach Graf Egmonts Enthauptung in Brüssel 1567 übernahm Sabina die Verwaltung dieses Gebietes. 1582 wurde es in Oud-Beijerland umbenannt, als weiter westlich durch neue Eindeichungen ein weiteres Dorf – Nieuw Beijerland – entstand.
Das 1622 über das Vliet gebaute Alte Rathaus wurde bis 1977 als solches genutzt und steht seitdem unter Denkmalschutz.
Im 19. Jahrhundert kam der Ort durch die Gründung einer Zucker- und einer Zigarrenfabrik zu einer neuen wirtschaftlichen Blüte. In der heutigen Zeit bestimmt der nahe gelegene Rotterdamer Hafen das wirtschaftliche Geschehen der Gemeinde.

## Sehenswürdigkeiten

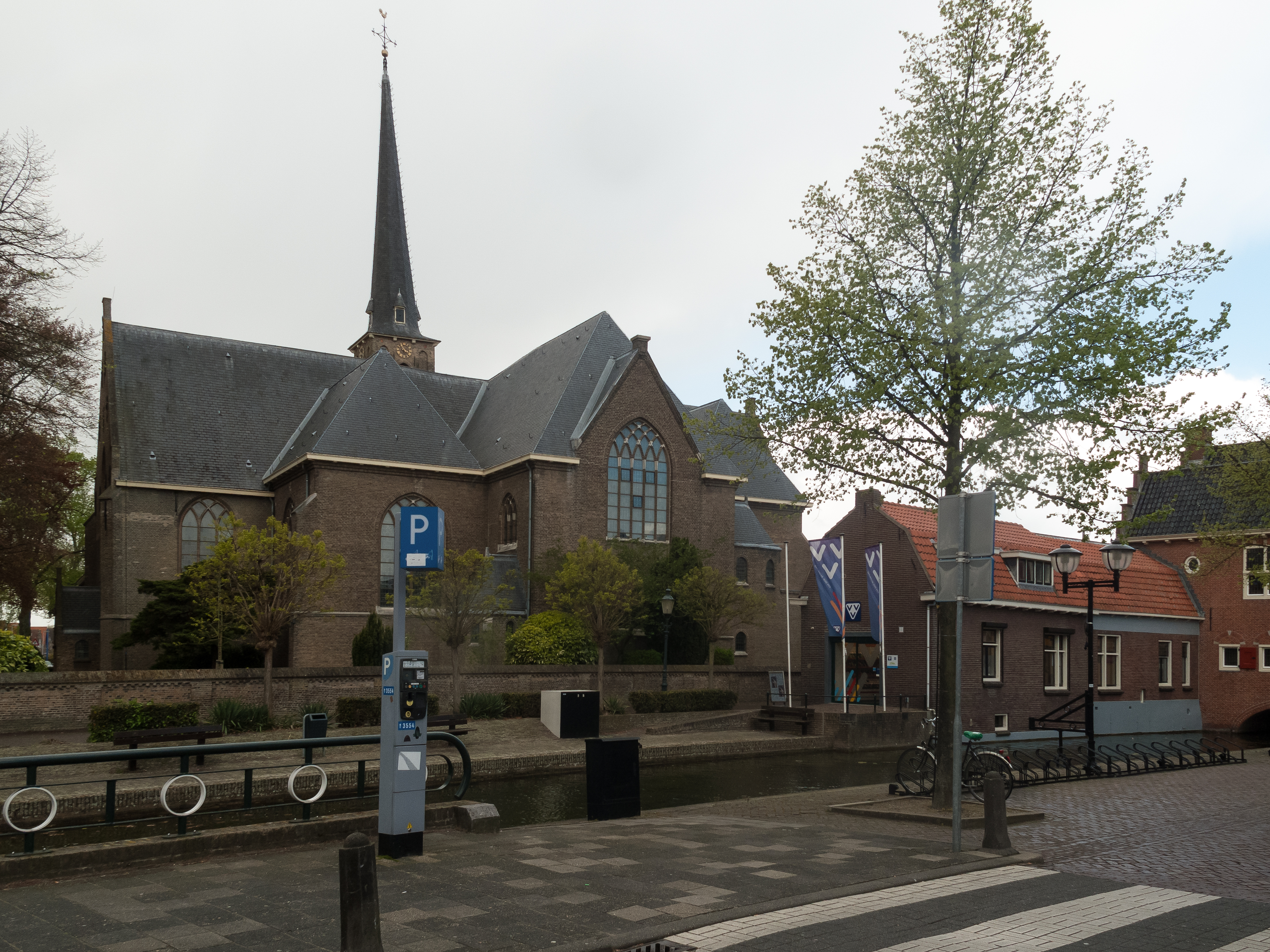
Oud-Beijerland, Kirche (de Dorpskerk) und Turm

Ein Spaziergang durch den Ortskern lohnt sich: es gibt das alte Rathaus (jetzt Heimatmuseum), eine Kirche aus dem 17. Jahrhundert so wie einige malerische Häuser aus derselben Epoche.

## Politik

### Fusion
Die Gemeinden Binnenmaas, Cromstrijen, Korendijk, Oud-Beijerland und Strijen wurden zum 1. Januar 2019 zu einer neuen Gemeinde mit dem Namen Hoeksche Waard zusammengeschlossen.

### Sitzverteilung im Gemeinderat
Die Kommunalwahlen vom 19. März 2014 ergaben folgende Sitzverteilung:
| Partei                 | Sitze | Sitze | Sitze | Sitze |
| Partei                 | 2002  | 2006  | 2010  | 2014  |
| ---------------------- | ----- | ----- | ----- | ----- |
| Beijerlands Initiatief | 6     | 3     | 3     | 5     |
| D66                    | 1     | 0     | 2     | 3     |
| SGP                    | 3     | 3     | 3     | 3     |
| VVD                    | 3     | 3     | 3     | 2     |
| CDA                    | 2     | 2     | 2     | 2     |
| ChristenUnie           | 1     | 2     | 2     | 2     |
| PvdA                   | 2     | 4     | 2     | 1     |
| GroenLinks             | 1     | 2     | 2     | 1     |
| Gesamt                 | 19    | 19    | 19    | 19    |

Aufgrund der Fusion zum 1. Januar 2019 fanden die Wahlen für den Rat der neuen Gemeinde Hoeksche Waard am 21. November 2018 statt.

### Bürgermeister
Vom 26. September 2016 bis zum 31. Dezember 2018 war Jon Hermans-Vloedbeld (VVD) kommissarische Bürgermeisterin der Gemeinde. Zu ihrem Kollegium zählten die Beigeordneten Ina van der Werf-Weeda (CDA), Piet van Leenen (ChristenUnie/SGP), Harry van Waveren (Beijerlands Initiatief) sowie der Gemeindesekretär Rudie Heintjes.

## Söhne und Töchter des Ortes
- Abraham Frank (* 22. Februar 1838; † 11. November 1917 in Köln), Rabbiner
- Bas Leenman (* 4. September 1920; † 6. April 2006 in Arnhem), niederländischer reformierter Industriepfarrer und Sozialtherapeut
- Adri van Tiggelen (* 16. Juni 1957 in Oud-Beijerland), ehemaliger niederländischer Fußballspieler und heutiger -trainer.
- Ria Visser (* 20. Juli 1961) ist eine ehemalige Eisschnellläuferin, die 1980 eine Silbermedaille bei den Olympischen Winterspielen in Lake Placid gewann
- Huib den Boer (* 11. November 1981), Volleyballspieler